# Сильвий Вюртембергский (герцог Олесницкий)
Сильвий II Фридрих Вюртемберг-Эльс (нем. Sylvius II Friedrich von Württemberg-Oels; 21 февраля 1651, Олесница — 3 июня 1697, Олесница) — герцог Олесницкий из Вюртембергской династии (1664—1697).

## Биография
Представитель Вюртембергского дома. Второй сын герцога Олесницкого Сильвия I Нимрода (1622—1664) и герцогини Эльжбеты Марии Олесницкой (1625—1686).
В 1664 году после смерти Сильвия Нимрода Вюртембергского Олесницкое княжество получили в совместное владение четверо его несовершеннолетних сыновей (Карл Фердинанд, Сильвий Фридрих, Христиан Ульрих и Юлий Зигмунд). Регентами княжества стали его вдова Эльжбета Мария, а также князь Кристиан Бжегский и граф Август Легницкий.
Сильвий Фридрих и его старший брат Карл Фердинанд отправили в гранд-тур по странам Европы. Карл Фердинанд скончался в 1669 году, когда братья находились в Голландии.
В августе 1672 года Олесницкое княжество было разделено между тремя братьями: Сильвий Фридрих получил во владение Олесницу (Эльс), Христиан Ульрих — Берутув (Бернштадт), а младший брат Юлий Зигмунд — Мендзыбуж и Доброшице. Так как Юлий Зигмунд был еще несовершеннолетним, Сильвий Фридрих выступал в качестве его регента, пока он не достиг совершеннолетия.
Сильвий Фридрих был членом литературного общества «Плодоносное общество» под псевдонимом der Schützende («Защитник»).
3 июня 1697 года 46-летний герцог Сильвий Фридрих Вюртемберг-Эльс скончался, не оставив наследника. После его смерти Олесница (Эльс) перешла во владение его младшего брата Христиана Ульриха.

## Брак
7 мая 1672 года в Олеснице Сильвий Фридрих Вюртемберг-Эльс женился на Элеоноре Шарлотте Вюртемберг-Монбельяр (20 ноября 1656 — 13 апреля 1743), второй дочери герцога Георга II Вюртемберг-Монбельяр (1626—1699) и его супруги Анны (1624—1680), дочери Гаспара III де Колиньи. Брак был бездетным.